# Ust'-Maja
Ust'-Maja (in lingua russa Усть-Мая) è un villaggio di tipo urbano situato nel Ust'-Majskij ulus della Sacha-Jacuzia, in Russia, localizzato nel punto in cui il fiume Maja si butta nel fiume Aldan, a sud est della capitale del territorio, Jakutsk. La città negli ultimi anni ha avuto un lieve calo demografico: nel 2002 contava 3.165 abitanti, mentre nel 1989 contava 3.514 abitanti.